# Racconti romani (film)
Racconti romani è un film del 1955 diretto da Gianni Franciolini.
Pellicola di genere commedia all'italiana con protagonisti Totò, Silvana Pampanini, Vittorio De Sica e Franco Fabrizi.
La sceneggiatura è ispirata all'omonima opera di Alberto Moravia.

## Trama

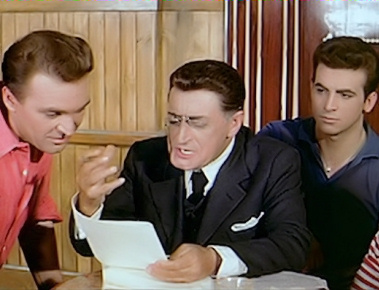
Franco Fabrizi, Totò e Maurizio Arena

Quattro giovani romani, Otello, Mario, Spartaco e Alvaro si incontrano dopo che quest'ultimo esce di prigione.
Mentre camminano e discutono notano un loro amico, Valerio Zerboni (con il quale aveva litigato sei mesi prima proprio Alvaro) che lavora in proprio e fa buoni guadagni. I quattro decidono di imitarlo, incalzati da Alvaro, e si interessano perciò all'acquisto di un camioncino a rate. Ma non avendo denaro sufficiente per l'anticipo e la prima rata, e lavorando rispettivamente come garzone di pescheria, cameriere e aiuto barbiere, escogitano vari espedienti per racimolare le quote pro-capite per raggiungere le trecentomila lire che occorrono per l'acquisto del camioncino.
Prima provano a fare bagarinaggio ad una partita della Nazionale Italiana, ma vengono scoperti dai poliziotti che sequestrano loro tutti i biglietti. Poi, con l'aiuto di un professore in bolletta, tentano di imbrogliare un avvocato, ma vengono preceduti nella truffa proprio dal professore a cui si erano rivolti.
Provano quindi a spacciare delle banconote false, ma nemmeno questa trovata riesce. Infine si fingono guardie della buoncostume per poter multare le coppiette colte in atteggiamenti intimi a Villa Borghese, ma vengono scoperti e arrestati tutti tranne Alvaro, che riesce a fuggire.
I suoi compagni, dopo la lezione imparata con una notte in cella, decidono di "scaricare" finalmente il loro cattivo maestro e ritornano ai loro vecchi lavori. Anche Alvaro troverà lavoro presso una stazione di servizio e così, finalmente, la vita dei quattro si rasserena, andando incontro al futuro.

## Riconoscimenti
- 1956 - David di Donatello
  - Miglior regista a Gianni Franciolini
  - Miglior produttore a Niccolò Theodoli